# قلعه سوخته (فلارد)
قلعه سوخته، روستایی در دهستان پروز بخش امامزاده حسن شهرستان فلارد در استان چهارمحال و بختیاری ایران است. این روستا، مرکز دهستان پروز است.

## جمعیت
بر پایه سرشماری عمومی نفوس و مسکن در سال ۱۳۹۵، جمعیت این روستا برابر با ۹۶۲ نفر (۲۳۹ خانوار) بوده‌است.